# Mistrzostwa Polski w Judo 1986
30. edycja Mistrzostw Polski w judo odbyła się w 1986 roku we Wrocławiu, gdzie rywalizowali mężczyźni oraz w Białymstoku, gdzie rywalizowały kobiety w dniach 25 - 26 stycznia.

## Medaliści 30 mistrzostw Polski

### Kobiety
| Konkurencja: | Złoto:                                  | Srebro:               | Brąz:                                 |
| 48 kg        | Małgorzata Roszkowska Gwardia Białystok | Beata Czaban          | Małgorzata Codello Małgorzata Gancarz |
| 52 kg        | Joanna Majdan                           | Edyta Jędrasik        | Iwona Raszko-Tracz Rozalia Kalita     |
| 56 kg        | Ernestyna Matusiak                      | Lucyna Moczek         | Marzena Kostrzewa Magdalena Szewczyk  |
| 61 kg        | Bogusława Olechnowicz                   | Sabina Dyrda          | Magdalena Wideńska Agnieszka Szewczyk |
| 66 kg        | Jolanta Adamczyk                        | Jolanta Poświat       | Monika Morawiecka Iwona Basaj         |
| 72 kg        | Mariola Giza                            | Stefania Drzewicka    | Beata Staszewska Marta Cudnik         |
| +72 kg       | Beata Bartosik                          | Beata Maksymow        | Agnieszka Dziedzic Katarzyna Stępień  |
| open         | Beata Maksymow                          | Bogusława Olechnowicz | Małgorzata Śliwa Gabriela Kaczyńska   |

### mężczyźni
| Konkurencja: | Złoto:            | Srebro:                      | Brąz:                                                                 |
| 60 kg        | Emil Smalarz      | Ireneusz Kiejda Wisła Kraków | Zbigniew Szaforz Jan Żernowski Wisła Kraków                           |
| 65 kg        | Marek Rybicki     | Mirosław Ulfik               | Andrzej Dziemianiuk Janusz Pawłowski Wybrzeże Gdańsk                  |
| 71 kg        | Zbigniew Tałaj    | Stanisław Janczak            | Wiesław Błach Krzysztof Kamiński                                      |
| 78 kg        | Andrzej Grzegorek | Bogdan Bogucki               | Krzysztof Kaczmarczyk Wisła Kraków Kazimierz Gonciarczyk Wisła Kraków |
| 86 kg        | Waldemar Legień   | Jarosław Brawata             | Sławomir Celeban Andrzej Pęcikiewicz Wisła Kraków                     |
| 95 kg        | Jerzy Kolanowski  | Zbigniew Bielawski           | Jacek Beutler Mirosław Ksok                                           |
| +95 kg       | Andrzej Basik     | Wojciech Reszko              | Rafał Kubacki Krzysztof Szabat                                        |
| open         | Andrzej Sądej     | Jacek Beutler                | Andrzej Basik Andrzej Hulko                                           |